# RIPE
Il RIPE (acronimo della locuzione francese "Réseaux IP Européens" ovvero Reti IP Europee) è un forum collaborativo aperto a tutti i soggetti interessati alle tematiche relative alle reti IP WAN. Obiettivo del RIPE è quello di assicurare il necessario coordinamento amministrativo e tecnico alle attività relative ad Internet nella regione di competenza. Le attività del RIPE si estrinsecano, principalmente, in discussioni sulle mailing list dei diversi working group che lo compongono ed in meeting periodici. Le decisioni sono prese con il metodo del consenso.

## RIPE NCC
Nell'ambito del RIPE, e con strette interrelazioni con lo stesso, vi è il RIPE NCC (RIPE Network Coordination Centre) ovvero uno dei cinque Regional Internet Registry (RIR) esistenti in ambito IANA con delega per l'assegnazione degli indirizzamenti IPv4 ed IPv6: il RIPE NCC si occupa delle assegnazioni per l'Europa, il Medio Oriente e l'Asia centrale (fino ad aprile del 2005, si occupava - come RIR - anche dei paesi del Nordafrica che sono passati successivamente, insieme al resto dei paesi africani, sotto la gestione dell'AfriNIC).
Il RIPE NCC è un'organizzazione indipendente e non-profit, detenuta dai propri membri (si tratta principalmente di Internet Service Provider, organizzazioni nell'ambito delle telecomunicazioni e grandi aziende delle nazioni appartenenti alle regioni amministrate dal RIPE NCC) la cui sede si trova ad Amsterdam. Il RIPE NCC opera sotto la legge olandese e le attività dello stesso sono supervisionate da un Consiglio di amministrazione i cui membri sono eletti con mandato triennale.
Le normative del RIPE NCC vengono stabilite nell'ambito dei working groups del RIPE.
Uno dei servizi più noti, forniti anche dal RIPE NCC per la regione di sua competenza, è quello di IP lookup: il https://www.ripe.net/db/index.html.

## Paesi appartenenti alla "regione" del RIPE
Di seguito l'elenco dei paesi facenti parte della regione (marzo 2006):
- Albania
- Andorra
- Arabia Saudita
- Armenia
- Austria
- Azerbaigian
- Bahrein
- Belgio
- Bielorussia
- Bosnia ed Erzegovina
- Bulgaria
- Rep. Ceca
- Cipro
- Croazia
- Danimarca
- Emirati Arabi Uniti
- Estonia
- Finlandia
- Francia
- Macedonia del Nord
- Georgia
- Germania
- Gibilterra (Regno Unito)
- Giordania

- Grecia
- Groenlandia (Danimarca)
- Iran
- Iraq
- Irlanda
- Islanda
- Isole Åland (Finlandia)
- Isole Fær Øer (Danimarca)
- Israele
- Italia
- Kirghizistan
- Kuwait
- Lettonia
- Libano
- Liechtenstein
- Malta
- Montserrat (Regno Unito)
- Norvegia
- Oman
- Paesi Bassi
- Palestina
- Polonia
- Portogallo
- Monaco

- Qatar
- Regno Unito
- Romania
- Russia
- San Marino
- Serbia e Montenegro
- Siria
- Slovacchia
- Slovenia
- Spagna
- Svalbard e Jan Mayen (Norvegia)
- Svezia
- Svizzera
- Tagikistan
- Turchia
- Turkmenistan
- Ucraina
- Ungheria
- Uzbekistan
- Città del Vaticano
- Yemen